# Gone Thursday
Brayan Adrián Hernández (nacido el 21 de abril de 1992), conocido profesionalmente como Gone Thursday, es un cantante y productor discográfico mexicano. Su música es conocida como trap latino y reggaetón. Nació en Coahuila, México y se crio en Texas. La música de Gone Thursday se caracteriza por su distintiva mezcla de latino urbano, trap y regional mexicano.
Gone Thursday lanzó su propio sello discográfico MLXRI Records en mayo de 2024, en asociación con The Orchard para su distribución.